# Detlef Krella
Detlef Krella (* 4. März 1964 in Gelsenkirchen) ist ein ehemaliger deutscher Fußballspieler.

## Karriere

### Jugend
Krella begann mit dem Fußball in der Jugend beim 1. FC Gladbeck, bevor er später zum FC Schalke 04 wechselte. Als B-Jugendspieler erreichte er mit dem S04 in der Saison 1979/80 das Finale der deutschen Fußballmeisterschaft. In der Gelsenkirchener Glückauf-Kampfbahn wurde der Titel zwischen dem von Trainer Fahrudin Jusufi geleiteten Knappen und Eintracht Frankfurt ausgespielt. Krella spielte neben Volker Abramczik im Sturm und markierte im Finalspiel den Anschlusstreffer, gegen den Torhüter der Gäste, Hans-Jürgen Gundelach, zum 1:2. Bei diesem Ergebnis blieb es und die Eintracht aus Frankfurt gewann den Titel. Im Folgejahr erreichte Krella mit der A-Jugend der Schalker erneut das Finale der deutschen Meisterschaft. Im Wildparkstadion in Karlsruhe traf die Schalker Jugend auf die Mannschaft des VfB Stuttgart. Krella spielte durch und das Finale endete 4:0 für den VfB, er wurde erneut Vize-Meister. In seinem zweiten Jahr in der A-Jugend wechselte er zum VfL Bochum, mit dem er die Qualifikation zur Endrunde nicht erreichte, auf Landesebene setzte sich die SG Wattenscheid 09 durch.

### Profi
Zur Saison 1982/83 wechselte Krella ins Profilager zum VfL Bochum. Die Bochumer spielten in der Bundesliga und wurden von Rolf Schafstall trainiert, der dieses Amt 1981 übernommen hatte. Sein Debüt im Oberhaus des deutschen Fußballs gab Krella im Alter von 19 Jahren am 25. September 1982 beim Heimspiel gegen den FC Bayern München, das Spiel endete 0:0. Es war der 7. Spieltag der Saison und Krell durfte direkt 90 Minuten spielen. In der restlichen Saison spielte er ein weiteres Mal 90 Minuten, ansonsten wurde er ein- bzw. ausgewechselt, er bestritt in dieser Saison 16 Spiele. Sein erstes Tor erzielte er am letzten Spieltag, beim Auswärtsspiel, beim Vizemeister der Saison SV Werder Bremen. Krella schoss den zwischenzeitlichen Ausgleich zum 2:2, Bremen gewann das Spiel mit 3:2. Bochum beendete die Spielzeit auf dem 13. Platz. Für Krella folgte die zweite Saison in der Bundesliga, er kam sieben Mal zum Einsatz und erzielte keinen weiteren Treffer, Bochum wurde 15. und die Wege trennten sich.
Krella unterschrieb einen Vertrag beim 1. FC Nürnberg. Die Nürnberger waren in der Vorsaison aus der Bundesliga als Tabellenletzter abgestiegen und spielten somit in der 2. Bundesliga. Das Trikot der Franken trug er in sieben Partien, bevor er zur Rückrunde der Saison 1984/85 zurück ins Ruhrgebiet ging. Sein neuer Arbeitgeber war die Mannschaft, gegen die er zuletzt für die Nürnberger gespielt hatte, der SC Rot-Weiß Oberhausen. In Oberhausen war er sofort Stammkraft und bestritt alle 19 Rückrundenspiele, in denen er acht Treffer erzielte. Zum Saisonende stiegen die Nürnberger als Meister der 2. Liga auf und Oberhausen hielt mit Platz 12 die Klasse mit zwei Punkten Vorsprung auf einen Abstiegsplatz. Die nächsten drei Jahre blieb er in Oberhausen und bestritt 105 weiter Spiele für Oberhausen, in allen drei Saisons erzielte er jeweils neun Treffer (insgesamt 27). In seinem letzten Jahr in Oberhausen, der Saison 1987/88 wurde die Liga zwar sportliche knapp gehalten, aber der DFB entzog den Rot-Weißen die Lizenz. 
Krella spielte das nächste Jahr in der 2. Liga, für Kickers Offenbach. Mit den Offenbachern ereilte ihn dasselbe Schicksal wie mit Oberhausen, der Lizenzentzug. Somit wechselte er zur Saison 1989/90 zu Alemannia Aachen. Nach 31 Einsätzen und vier Toren für die Alemannia in Liga 2 folgt zum Saisonende der Abstieg. Für Krella war es in drei aufeinander folgenden Jahren der Abstieg aus der 2. Liga, zweimal wegen Lizenzentzug und einmal aus sportlichen Gründen.

### Nationalmannschaft
Im August 1980 spielte er mit der deutsche U-17-Auswahl das Nordlandturnier in Deutschland. Teilnehmer waren neben Deutschland: Dänemark, Finnland, Island, Norwegen und Schweden. Nach Siegen gegen Dänemark (2:0) in Fulda und Island (5:0) in Stadtallendorf verlor man das Endspiel in Marburg gegen Norwegen mit 0:1. Am 2. April 1981 spielte er noch einmal in Sotschi gegen die Sowjetunion (0:1).